# Périgny (Calvados)
Périgny település Franciaországban, Calvados megyében. Lakosainak száma 57 fő (2022. január 1.). Périgny Terres de Druance és Condé-en-Normandie községekkel határos.

## Népesség
A település népessége az elmúlt években az alábbi módon változott:
| Lakosok száma | 77   | 47   | 53   | 55   | 57   | 57   | 58   | 57   | 57   | 57   |
|               | 1968 | 1982 | 1990 | 2006 | 2013 | 2015 | 2017 | 2019 | 2020 | 2022 |